# 中華基督教救助協會

中華基督教救助協會，全名為社團法人基督教救助協會（英語：Chinese Christian Relief Association），簡稱基督教救助協會，1998年10月，由台灣演員孫越發起，並擔任第一屆理事長，為成立於台灣的社會福利團體之一。基督教救助協會自2003年開始建構「1919社服與救助網絡」。「1919」是「要救要救」的諧音。至2019年10月底止，救助協會已在全台308個鄉鎮和當地教會合作，建立了1,335個1919服務中心，完成13,000多名1919服務志工的訓練。當社區中有重大災難發生時，1919服務中心就發動受過訓的1919志工進行災難救助，平時則在社區進行「1919急難家庭救助」、「1919陪讀計畫」、「1919旺得福」與「1919食物銀行」的服務。。

## 組織架構
- 秘書長
  - 副秘書長
- 行政處
- 公關資源處
- 創新拓展部
- 事工執行部
- 社會服務部
- 食物銀行
- 北基宜辦事處
- 桃竹苗辦事處
- 中彰投辦事處
- 雲嘉南辦事處
- 高屏辦事處
- 花蓮辦事處
- 台東辦事處

## 歷任理事長
- 創會理事長：孫越
- 1998~2002年 理事長：孫越
- 2003~2006年 理事長：鄭家常
- 2007~2014年 理事長：洪善群
- 2015~2016年 理事長：林長贈

## 現任團隊
- 理事長：謝光哲
- 常務理事：呂思瑜、柳子駿
- 理事：王茂彩、王維真、全國成、馬玉玲、葉嶺楠、陳建中
- 常務監事：吳英賓
- 監事：廖澤一、戴文峻
- 秘書長：夏忠堅
- 副秘書長：鄭夙珺

## 服務項目

### 1919重大災難救助
基督教救助協會於災難發生時，會快速蒐集相關資訊，連結災區附近1919服務中心，共同評估災情、制訂回應策略、徵召志工、連結資源，與公私部門合作，降低災害造成的衝擊，加速災區復原速度，緩解受災民眾身心靈的影響。。
為了讓災害回應的效能提升，持續培訓建置1919先遣志工團隊，成員遍及全台15縣市122位先遣志工。透過每年定期複訓，並持續徵招新血加入，期望在災害來臨的當下，立即回應參與救助行動。
救助協會並不定期舉行「教會/社區防減災研習會」、「教會/社區地震疏散避難訓練」，期能透過災前預防的機制，降低災害所可能帶來的傷亡。期許配合全台1919服務中心所建構而成的網絡，形成一機動、互助的重大災難救助網。
協會多年來參與國內外67個以上的重大災難救助，包括921大地震、桃芝颱風、納莉水災、敏督利颱風、南亞海嘯、四川地震、八八水災、海地地震、日本311地震、菲律賓海燕風災、高雄氣爆、尼泊爾地震、0206台南地震、0708尼伯特風災、0206花蓮地震、0823熱帶低壓水災、普悠瑪翻車事件等。

### 1919急難家庭救助
為了幫助這些走不下去的「家」，基督教救助協會自2003年開始發起「急難家庭救助計畫」，籌募急難救助金，資助關懷隱藏在台灣各個角落的急難家庭（每月5500元，為期1至4個月）。至2019年12月，總計已救助與關懷13,058個急難家庭，超過13萬人次的志工進行6.4萬次的探訪。救助協會呼籲社會大眾一起來幫走不下去的「急難家庭」，得到走下去的勇氣，擁抱希望的明天。
基督教救助協會每年透過舉辦「1919愛走動」藉由公益募款活動，協助各地1919服務中心服務區域內遭逢特殊急難或意外，導致生活遇到困難的家庭或個人，經社工關懷與審核通過後，提供靈慰助與急難金救助。
透過全台1919服務中心的千餘名志工，關懷訪視1919服務中心所在社區內，面臨各項急難、家庭問題、身心障礙及心靈憂傷的個案，評估實際情況，經本會社工審核通過後，提供必要之心靈慰助與急難救助金。

### 1919陪讀計畫
「1919陪讀計畫」，主要以設立陪讀班的方式，為貧困、單親、隔代教養等弱勢孩童提供免費課輔、品格教育、才藝訓練與家庭關懷，讓弱勢家庭兒童得到關顧，使經濟情況較差的家長得以無後顧之憂，安心工作，進而改善家庭經濟與生活品質。1919陪讀計畫自2004年起，至今已累計資助超過46,000人次的弱勢家庭孩子。2019年9月起有240班2,805名兒童接受課輔、品格教育、才藝課程與家庭關懷，另有68個多元才藝班。

### 1919食物銀行
2010年4月成立，同年12月第一次試辦物資發放。
2011年4月正式於高雄、屏東、台東等「八八災區」展開服務。
「1919食物銀行」是由食物銀行志工每兩月到1919食物銀行集散點領取食物包，送到該社區中需救助的經濟弱勢家庭，以降低日常開支。
2015年，該會為便利經濟弱勢家庭即時取得物資，開設首間1919食物銀行實體店面「1919食物銀行－新北蘆洲服務中心」，並開設培力教室、理財、債務協商、健康養生以及求職訓練課程，提供弱勢族群多元、即時的服務。
2016至2018年，分別在桃園、台北、花蓮、嘉義開辦社區型1919實體食物銀行，直接服務社區中的弱勢民眾。
2017年，於台中西屯區開設「1919食物銀行台中園區」，是全台首座結合中央倉儲、中央廚房、實體食物銀行、惜食處理、培力食育教育5大功能的食物銀行。
截至2019年12月底，已在全台建立9間1919實體食物銀行，包括:台北南港、新北蘆洲、桃園中壢、新竹竹北、台中西屯、彰化永靖、嘉義東門、花蓮豐濱、台東四維，2019年累計服務4,891戶弱勢家庭，物資總市值超過5,420,182萬餘元。開設培力課程達13次。2017年又在台中西屯區、台東四維路各成立一間。平均每間每月最高可服務100個個案。

## 公益活動
- LET'S RUN－空英1919陪讀路跑：

為了籌募1919陪讀計畫經費，基督教救助協會、空中英語教室與TRAVELER，自2014年起合辦「 LET'S RUN－空英1919陪讀路跑」。盼望結合所有喜愛路跑的民眾，一起來關心弱勢家庭孩子的教育。
- 單車環台大串連：

為持續救助陷於急難的經濟弱勢家庭，每年，基督教救助協會舉行「單車環台大串連」（38位環台募款勇士單車環台+ 陪騎）。盼望能於隔年1月底前籌募救助金，透過全台1919服務中心與數千名志工，為經濟陷入困境的家庭，提供每月5,500元、連續4個月的救助金，並予以身心靈的慰助，陪伴他們走過人生最艱難的一段路。
- 1919幸福巴士：

自2016年起發動「幸福巴士」活動，盼望能把溫暖傳送到每個需要的家庭。動員志工上百人次，以15天走遍全台，到1919服務據點，服務個案。將送愛進偏鄉，給予急難與弱勢家庭從頭到腳的祝福(提供免費服裝、剪髮設計服務、 口腔衛教服務、洗牙保健諮詢、贈送春節伴手禮等)。
- 救助挑戰營：

自2007年以來，舉辦救助挑戰營活動，這是一個「沒有冠軍」、「沒有競爭」，只有「相互扶持」、「堅持到底」的非競賽戶外活動。目的是讓參加者與同伴超越身、心、靈的侷限，挑戰逆境旅程，同心同行，排除萬難，一起成長！ 歡迎您邀請三五好友，一起來接受挑戰，成為自助與助人的生活實踐者。或以公司名義為員工進行一次戶外體驗，增進員工間的團隊合作與默契。同時也關心社會中境遇最艱難的急難家庭，透過團隊募款，籌募急難救助基金，資助急難家庭勇敢面對挑戰，重新再起！
- 鞋盒傳愛：

2008年企業員工自發性為基督教救助協會陪讀班學童募集聖誕禮物，「鞋盒傳愛」活動於是誕生，該會號召企業及員工一同參與，2018年獲台灣銀行等企業團體響應響應，為弱勢學童募集聖誕禮物，讓全台上千名弱勢家庭學童受惠。
- 寒冬送暖：

於歲末寒冬之際，協同企業志工一同參與，探訪弱勢單親家庭給予關懷，並致贈食物包及慰問禮金。

## 外部連結
- 中華基督教救助協會 （页面存档备份，存于）
- 中華基督教救助協會的Facebook專頁
- 1919要救要救的Instagram帳戶
- YouTube上的CCRA1919基督教救助協會頻道